# 罗卡瓦尔迪纳
罗卡瓦尔迪纳（義大利語：Roccavaldina），是意大利西西里大区墨西拿廣域市的一个市镇。总面积6平方公里，人口1184人，人口密度197.3人/平方公里（2009年）。ISTAT代码为083073。